# Stora synagogan i Bila Tserkva
Stora synagogan i Bila Tserkva (ukrainska: Велика хоральна синагога) var en synagoga i Bila Tserkva.

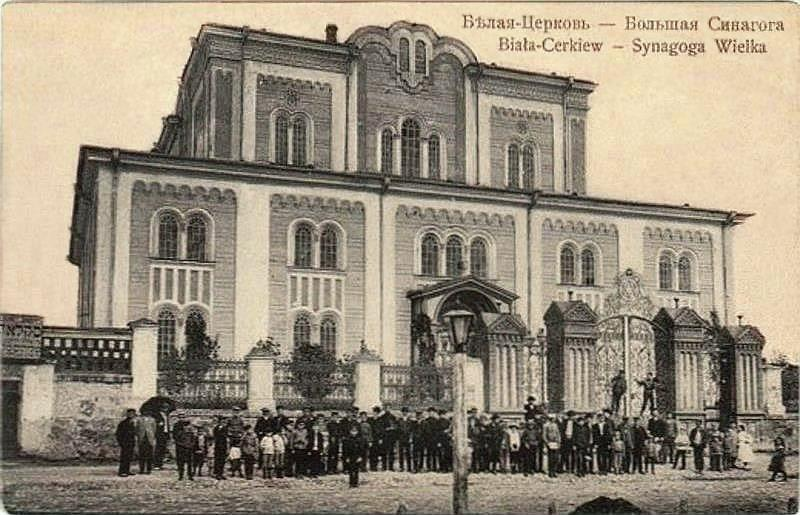
Synagogan omkring sekelskiftet 1900.

Synagogan uppfördes 1854 till 1860 efter ritningar av arkitekt Volman; den renoverades 1905. Under 1920- eller 1930-talet stängdes den av sovjetiska myndigheter. 
Sedan andra världskriget rymmer den en skola.